# Abarema obovata
Espèce
Statut de conservation UICN

 VU (needs updating) B1+2c : Vulnérable
Abarema obovata est une espèce de plante de la famille des Fabacées endémique du Brésil.